# Кодекс 056
Кодекс 056 (Gregory-Aland) — унциальный манускрипт Нового Завета на греческом языке, палеографически датирован X веком.

## Особенности рукописи
Рукопись содержит текст Деяний Апостолов, Послания Павла и Соборные послания на 381 пергаментных листах (29,8 x 13,3 см). Текст на листе расположен в одной колонке, 40 строк в колонке.
Греческий текст рукописи отражает византийский тип текста. Аланд включил его до V категории.
В настоящее время рукопись хранится в Национальной библиотеке Франции (Coislin Gr. 26) в Париже.